# Полтавська академія неперервної освіти ім. М.В. Остроградського
49°35′50″ пн. ш. 34°32′15″ сх. д. / 49.59722° пн. ш. 34.53750° сх. д.
Полтавська академія неперервної освіти ім. М.В. Остроградського (скорочено — ПАНО ім. М.В. Остроградського) — заклад неперервної освіти, що спеціалізується на підвищенні кваліфікації педагогічних працівників та інших фахівців, діючи на підставі Статуту. Правонаступник Полтавського обласного інституту післядипломної педагогічної освіти ім. М. В. Остроградського.
В закладі щорічно, відповідно до ліцензії  Міністерства освіти і науки України (серія АЕ № 458794) підвищують свою кваліфікацію 5 500 осіб за денною (30 год, 72 год), заочною (120 год/4 ЄКТС; 150 год/5 ЄКТС) та дистанційною (120 год/4 ЄКТС) формами навчання.
Перший в Україні заклад післядипломної педагогічної освіти, що одержав сертифікат на систему управління якістю. В академії впроваджено державний стандарт управління якістю ISO 9001:2000, вивчається європейська практика організації акредитації та контролю якості післядипломної освіти.

## Історія
Полтавську академію неперервної освіти ім. М.В. Остроградського  створено у 2022 році на базі ПОІППО ім. М. В. Остроградського  (наказ управління майном Полтавської обласної ради від 25 січня 2022 р. № 15) та зареєстровано в Єдиному державному реєстрі юридичних осіб, фізичних осіб-підприємців та громадських формувань 08.02.2022 р., № 1009571070020002206, ідентифікаційний код юридичної особи: 22518134. Є правонаступником Полтавського обласного інституту удосконалення вчителів (ІУВ), заснованого у 1940 році на базі обласного шкільного методичного кабінету на підставі наказу Народного комісаріату освіти УРСР від 9 лютого 1940 року № 512 «Про організацію обласних інститутів удосконалення вчителів» та «Положення про обласні інститути удосконалення вчителів УРСР» (додаток до наказу НКО УРСР від 21 лютого 1939 року № 1203).
17 грудня 1992 р. наказом управління освіти Полтавської обласної державної адміністрації Полтавський обласний інститут удосконалення вчителів було реорганізовано у Полтавський обласний інститут післядипломної освіти педагогічних працівників.
Розпорядженням виконкому Полтавської міської ради народних депутатів від 12 жовтня 1994 р. «Про реєстрацію Полтавського обласного інституту післядипломної освіти педагогічних працівників» та відповідно до Закону України «Про освіту» Полтавський обласний інститут післядипломної педагогічної освіти педагогічних працівників було внесено до Державного реєстру.
У 1998 році Постановою Кабінету Міністрів України від 16.11.1998 року № 1814 Полтавському обласному інститутові післядипломної освіти педагогічних працівників присвоєно ім'я видатного математика, уродженця Полтавщини М. В. Остроградського.
2000 року Наказом начальника управління освіти і науки № 454 від 22.11.2000 р. Полтавський обласний інститут післядипломної освіти педагогічних працівників перейменовано на Полтавський обласний інститут післядипломної педагогічної освіти ім. М. В. Остроградського.
У 2008 році ПОІППО отримав ліцензію Міністерства освіти і науки України на підвищення кваліфікації 5500 осіб на рік та перепідготовку спеціалістів за спеціальністю «Педагогіка і методика середньої освіти. Природознавство».

## Сьогодення
Полтавська академія неперервної освіти ім. М. В. Остроградського — це відкрита спільнота, яка об’єднує науковців, методистів та педагогів-інноваторів задля трансформації освітнього довкілля Україні, надійний партнер і провідник учительства області на шляху фахового вдосконалення. 
В закладі схвалено «Положення про внутрішню систему забезпечення якості освіти», яким передбачено впровадження та реалізацію системи неперервної освіти, яка б відповідала запитам ринку праці та кращим зарубіжним аналогам, розширення можливостей щодо побудови індивідуальної освітньої траєкторії слухачів, створення та відкриття нових напрямів підвищення кваліфікації відповідно до вимог Європейського освітнього простору. 
Нині навчальний заклад має висококваліфікований штат, до складу якого входять: 7 докторів наук, 5 професорів, 15 кандидатів наук, 70 методистів, серед яких 69 % мають вищу кваліфікаційну категорію.
Зі слухачами курсів на умовах погодинної оплати працюють 62 науковці вищих навчальних закладів м. Полтави, 128 працівників управлінь і організацій області та 207 учителів-практиків і вихователів навчальних закладів області.
Для забезпечення курсового підвищення кваліфікації педагогічних працівників на базі академії діють 8 навчальних аудиторій на 240 місць; актова зала на 100 місць; 2 навчальні комп'ютерні класи; 18 сучасних ТЗН; 106 комп'ютерів та 43 одиниці периферійної техніки, доступ до мережі ІНТЕРНЕТ; вебсайт ПАНО ім. М. В. Остроградського, локальна мережа (INTRANET); бібліотека та читальний зал (29 269 книг); гуртожиток.
Академія включає:
- 4 кафедри (педагогічної майстерності та інклюзивної освіти, освітньої політики, розвитку освітніх галузей, філософії і економіки освіти).
- 9 відділів (виховної роботи та розвитку цінностей; інформаційної діяльності; координації освітнього процесу; організаційно-методичного супроводу ліцензування освітньої діяльності; освітньої аналітики; роботи з персоналом; розвитку дошкільної та початкової освіти; розвитку природничих та математичних дисциплін; розвитку суспільних, гуманітарних та мистецьких дисциплін; редакційно-видавничий та спеціальна навчально-педагогічна бібліотека);
- 4 центри: освітнього маркетингу та розвитку, педагогічних інновацій, підтримки дистанційної освіти і цифрової грамотності та ресурсний центр підтримки інклюзивної освіти;
- Навчально-методичний кабінет психологічної служби

Співробітниками академії упродовж 1994—2022 рр. опубліковано понад 2865 одиниць книг, збірників, брошур, серед яких науково-методична та навчальна література, статті у фахових журналах із переліку ВАК, газетні публікації, тексти у книгах, публікації у матеріалах конференцій, автореферати дисертацій та on-line публікації.

## Співпраця
Навчальний заклад підтримує відносини з іноземними науково-освітніми установами та громадськими організаціями. Працівники академії беруть участь у міжнародних наукових конференціях, семінарах, симпозіумах за кордоном (Румунія, США, Росія, Польща, Нідерланди, Південна Корея, Словацька Республіка). З метою сприяння світовій і європейській інтеграції України ПАНО співпрацює з фондами, програмами в галузі освіти й міжнародними освітніми організаціями зі Швеції, США, ФРН, Польщі, Норвегії, Нідерландів, втілює в життя міжнародні проєкти.

## Діяльність
Упродовж своєї діяльності колектив ПАНО ім. М. В. Остроградського розв’язує комплекс завдань державної освітньої політики у сфері післядипломної педагогічної освіти, націлений на впровадження в області Концепції Нової української школи та положень Закону України «Про освіту».
З 2017 проводиться апробація проєкту нового Державного стандарту початкової загальної освіти, підготовки учителів початкових класів, директорів та заступників директорів до роботи у Новій українській школі, з упровадження в освітній процес Державного стандарту базової і повної загальної середньої освіти, реалізація особистісно зорієнтованого, компетентнісного та діяльнісного підходів.
Впроваджується регіональний експеримент «Розроблення і впровадження навчально-методичного забезпечення початкової освіти в умовах реалізації нового Державного стандарту початкової загальної середньої освіти» на базі загальноосвітніх навчальних закладів Полтавської області на 2017–2022 роки». У 2021 році академією підготовлено групу супервізорів-наставників, які забезпечуватимуть здійснення психолого-педагогічного та методичного супроводу учителів початкових класів. Навчанням з упровадження НУШ у 5-6 класах охоплено 7646 учителів області: 6258 осіб або 82% у 2021 році; 1389 осіб або 18% у 2022 році.
З 2019 року запрацювала медіалабораторія. За підтримки Ради міжнародних наукових досліджень та обмінів IREX у партнерстві з МОН України та АУП впроваджується проєкт «Вивчай та розрізняй: інфомедійна грамотність».
У 2020-2021 роках на базі закладу відкрито STEM-лабораторію, яка включає інтерактивну панель IQ Touch; ноутбук; цифровий перетворювач LabQuest; цифровий вимірювальний комп’ютерний комплекс учителя (для проведення дослідів на уроках фізики, хімії, біології); ЗD-принтер; набір ЗD-ручок.
З 2021 року стартував перший в Україні проєкт «STEAM inclusion» для інтеграції в соціум дітей з особливими освітніми потребами. З початку війни академія активно проводить навчання, консультації для фахівців ІРЦ щодо надання першої психологічної допомоги дітям та їхнім батькам, а також підтримки вчителів в організації освітнього процесу в умовах війни. 

## Відповіді на сучасні виклики
У 2020–2021 рр. у час адаптивного карантину у зв’язку з пандемією та запровадженням посилених протиепідемічних заходів курси підвищення кваліфікації в закладі за денною та дистанційною формами навчання не припинялися і відбувалися онлайн з використанням дистанційних технологій: Moodle, Skype MeetingsApp. запрацював #ЦифровийофісПОІППО ім. М. В. Остроградського, на базі якого проводяться вебінари для вчителів; дистанційне консультування за 32 напрямами; майданчик для осмислення й фахового обговорення педагогами області своєї професійної діяльності. 
В умовах воєнного стану академія не перериває своєї освітньої діяльності, здійснюючи її в дистанційному режимі і є безкоштовною для педагогів-переселенців. У березні 2022 року академією відкрито Освітній контакт-центр,  з метою забезпечення інформаційною підтримкою учасників освітнього процесу Полтавської області. Щоденно працівники академії надають консультації як для освітян області, так і для тимчасово переміщених осіб, надаючи їм не тільки прихисток, а й  психологічний супровід, заходи з популяризації української мови, історії, культури, мистецтва.

## Видання
ПАНО ім. М.В. Остроградського видає:
- науково-методичний журнал «Постметодика»
- електронне наукове фахове видання «Імідж сучасного педагога», видається спільно з Інститутом педагогічної освіти та освіти дорослих імені Івана Зязюна НАПН України (категорія «Б» Переліку електронних наукових фахових видань ВАК України
- часопис «Освіта Полтавщини»: науково-практичне видання;
- науково-методичний збірник «Наукові записки ПОІППО»;
- інформаційний вісник «ПОІППО-Новини».

## Відзнаки
Результати діяльності академії відзначено Дипломом Міжнародного Академічного Рейтингу популярності «Золота Фортуна» з присвоєнням титулу «Лауреат Рейтингу» (2005). На Міжнародних виставках «Сучасна освіта в Україні» з 2006 р. по 2009 р. ПОІППО за багаторічну науково-педагогічну діяльність з інноваційного розвитку освіти України відзначено Почесним званням «Лідер сучасної освіти», срібними та бронзовими медалями у номінаціях «Упровадження нових форм організації навчально-виховного процесу» (2006); «Упровадження здобутків педагогічної науки в освітню практику» (2007); «Інноватика у вищій освіті» та Свідоцтвом «Лідер у створенні сучасних засобів навчання» (2008). На Міжнародній виставці-презентації «Інноватика в освіті України» (2009) інститут здобув Почесний диплом за творчий підхід у впровадженні освітніх інновацій, дипломи «За розробку і впровадження інноваційних освітніх технологій» та «За високі творчі досягнення в інноваційному оновленні національної системи освіти».
За вагомий внесок у розвиток національної освіти, впровадження сучасних методів навчання і виховання молоді, плідну науково-педагогічну діяльність інститут в 2010 році нагороджено Почесною Грамотою Кабінету Міністрів України та грамотою Полтавської обласної ради.

## Список ректорів (директорів) академії
Нижче подано список ректорів (директорів), які очолювали заклад у різні роки:
- Петренко Г. М. — ?–1944 рр.
- Тамара МиколаївнаТолстоносова — 1944–1951 рр.
- Степан Васильович Соломченко — 1953–1972 рр.
- Іван Васильович Стеценко — 1972–1973 рр.
- Алла Микитівна Бойко — 1973–1976 рр.
- Сергій Федорович Струць — 1976–1978 рр.
- Борис Васильович Піддубний — 1979–1993 рр.
- Павло Іванович Матвієнко — 1993–2008 рр.
- Віталій Володимирович Зелюк — з 2008 р.